# La Atalaya
La Atalaya is een gemeente in de Spaanse provincie Salamanca in de regio Castilië en León met een oppervlakte van 24,13 km². La Atalaya telt 120 inwoners (1 januari 2016).

## Demografische ontwikkeling
Bron: INE, 1857-2011: volkstellingen